# Bilozerske
Beloziorskoïe
Bilozerske (en ukrainien : Білозерське) ou Beloziorskoïe (en russe : Белозёрское), littéralement « du lac blanc », est une ville minière de l'oblast de Donetsk, en Ukraine. Sa population s'élevait 14 025 habitants en 2024.

## Géographie
Bilozerske est située à 82 km au nord-ouest de Donetsk. La ville se trouve aux sources de la rivière Hnyloucha, affluente de la rivière Samara, en rive gauche du fleuve Dniepr.

## Histoire
L'origine de Bilozerske remonte à la création de la ferme Bilozerka en 1913. La mise en exploitation d'une mine de charbon en 1950 a entraîné le développement d'une cité minière, qui a obtenu le statut de ville en 1966.

## Population
Recensements (*) ou estimations de la population :
| 1959* | 1970*  | 1979*  | 1989*  | 2001*  |
| ----- | ------ | ------ | ------ | ------ |
| 7 452 | 18 585 | 20 491 | 21 079 | 17 868 |

| 2009   | 2010   | 2011   | 2012   | 2013   |
| ------ | ------ | ------ | ------ | ------ |
| 16 489 | 16 351 | 16 267 | 16 214 | 16 101 |